# Alophia silvestris
Alophia silvestris är en irisväxtart som först beskrevs av Ludwig Eduard Loesener, och fick sitt nu gällande namn av Peter Goldblatt. Alophia silvestris ingår i släktet Alophia och familjen irisväxter. Inga underarter finns listade i Catalogue of Life.